# Мар'ян Юрчик
Мар'ян Юрчик (пол. Marian Jurczyk; 16 жовтня 1935, Карчевиці — 30 грудня 2014, Щецин) — польський профспілковий діяч і правий націонал-консервативний політик, один з історичних лідерів руху Солідарність. Активний учасник робітничих протестів 1970—1971 років. У серпні 1980 року підписав у Щецині першу з серпневих угод. Голова Щецинського профцентру «Солідарності». Був непримиренним противником ПОРП, займав радикальну антикомуністичну позицію протистояння з владою ПНР. Інтерновано під час воєнного стану. У Третій Речі Посполитій — сенатор Польщі у 1997—2000 роках, президент (мер) Щецина у 1998—2000 і 2002—2006 роках. Засновник профоб'єднання Солідарність 80.

## Походження та робота
Народився у сім'ї сілезських селян з гміни Кломніце, поблизу Ченстохова (тоді Келецьке, нині Сілезьке воєводство). У дитинстві пережив нацистську окупацію. Сім'я зазнавала переслідувань, через що Юрчик все життя не міг подолати ворожості до Німеччини та німців. Відрізнявся глибокою католицькою релігійністю, допомагав при службах у костелі.
Закінчив сім класів сільської школи. З 16 років працював у Ченстохові на текстильному заводі Stradom. Низькі заробітки спонукали шукати працевлаштування у великому місті на приєднаних після війни територіях. Юрчик перебрався до Щецина, у 19 років вступив на корабельню імені Варського. Термінову службу в армії проходив в артилерійській частині Торуня. Повернувшись на корабельню, працював кранівником, зварювальником, пожежником, комірником, завскладу.
Спочатку, за багатьма відгуками, селянин Юрчик важко адаптувався у незнайомих міських умовах. Вирізнявся надзвичайним консерватизмом, «сільським поглядом» і у світогляді, і в трибі, і в побутових звичках.
З юності був переконаним польським націоналістом й антикомуністом, прихильником католицької соціальної доктрини. Події Польського Жовтня 1956 року (у цей час Юрчик служив в армії) пробудили соціальну та політичну активність. З націонал-католицьких і правопопулістських позицій Юрчик жорстко відкидав панівний режим компартії ПОРП (хоча під час антисемітської кампанії кінця 1960-х років, не бувши її учасником, поблажливо ставився до поширення на корабельні антисемітських листівок і використання робітників проти студентських демонстрантів).

## Активіст у ПНР

### «Щецинська республіка»
У грудні 1970 року Мар'ян Юрчик активно приєднався до робітничих протестів на Балтійському узбережжі. У Щецині ватажком був Едмунд Балука. Щецинські протести відрізнялися особливою жорсткістю (цьому сприяла позиція місцевого першого секретаря комітету ПОРП Антонія Валашека та коменданта міліції Юліана Урантувки). Відбулися зіткнення робітників з міліцією, було підпалено будівлю воєводського комітету ПОРП.
Разом з Едмундом Балукою, Адамом Ульфіком, Владиславом Токарським, Богданом Голашевським Юрчик очолював страйковий комітет на Щецинській корабельні. Брав участь у переговорах із партійно-державною делегацією Едварда Герека. Займав радикальні позиції в дусі «робітничої демократії», відігравав значну роль у спонтанно виниклій «Щецинській республіці».

### Довіра та розчарування
Спочатку Юрчик довіряв обіцянкам Герека, даним після усунення від влади Владислава Гомулки. Його щира віра в нового лідера ПНР сягала того, що коли Герек з'являвся на телеекрані, господар будинку Юрчик вимагав повної тиші. У 1971—1972 роках брав участь у діяльності офіційних профспілок ПНР.
Проте Юрчик швидко розчарувався у гереківському курсі та долучився до нелегальної робочої групи на чолі з Балукою. Після вимушеної еміграції Балуки брав участь у католицькому протестному русі. Остаточно Юрчик відкинув Герека у 1976 році, після придушення робітничих протестів у Варшаві та Радомі. Особливе обурення викликали партійні накази провадити збори у колективах і «гнівно засуджувати» страйкарів.

## Лідер щецинської «Солідарності»

### Щецинська угода
19 серпня 1980 року Мар'ян Юрчик очолив Міжзаводський страйковий комітет Щецина (MKS). Центр щецинського руху сформувався навколо Юрчика на корабельні імені Варського. Від імені комітету Юрчик вів переговори з першим секретарем воєводського комітету ПОРП Янушем Брихом і віцепрем'єром ПНР Казімежем Барциковським.

Щецинський MKS висунув до влади 36 вимог соціально-економічного та політичного характеру, витриманих у дусі робітничого популізму та радикального антикомунізму. На відміну від Леха Валенси у Гданську, Юрчик принципово відмовився від допомоги експертів з опозиційної інтелігенції. Страйк він вважав справою робітників і насторожено ставився до дисидентів, підозрюючи їх у схильності до компромісу з ПОРП. Те саме стосувалося представників закордонних ЗМІ — поставлена Юрчиком охорона корабельні, виконуючи його інструкції, здала міліції групу кореспондентів BBC.
У Гданську серед призвідників страйку були політики. У Щецині страйк був спонтанним і чисто робітничим. Але наше ставлення до іноземних журналістів, яких ми нехтували, було помилкою. Унаслідок про страйк у Щецині світ дізнався набагато менше, ніж про гданську.

Мар'ян Юрчик
Барциковський розраховував під час переговорів «приручити» активістів (аж до корумпування) та включити їх до державної системи ПНР. Ці спроби зазнали повної невдачі, натрапивши на тверду позицію Юрчика. Проте віцепрем'єру вдалося помітно огранити політичну частину домовленостей. MKS Щецина досяг від віцепрем'єра Барциковського менших поступок, ніж MKS Гданська від віцепрем'єра Ягельського. Водночас Щецинську угоду страйкарів з урядом підписали 30 серпня 1980 року, на день раніше, ніж всесвітньо відомий гданський документ.

### Щецинський профцентр
Мар'ян Юрчик швидко вирушив до загальнонаціонального керівництва Солідарності. Перебував у Всепольській комісії, очолював профцентр у Щецині та Західній Померанії. Належав до радикального «фундаменталістського» крила «Солідарності» (інші відомі представники — Анджей Гвязда, Ян Рулевський, Гжегож Палька, Анджей Розплоховський, Северин Яворський). Юрчик послідовно виступав за конфронтацію з урядущою компартією. Жорстко протистояв воєводському комітету ПОРП, регіональним секретарям Казімєжу Циприняку та Станіславу Міскевичу, які представляли «партійний бетон».
Ми виженемо комуністів із підприємств. Можливо, доведеться навіть встановити пару шибениць. Цих звірів слід тримати у клітинах.

Мар'ян Юрчик
У період Бидгощського березня Юрчик виступав за переростання всепольського попереджувального страйку на загальний. Різко висловлювався на переговорах з віцепрем'єром Мечиславом Раковським: «Якщо ваша дружина щоразу обманює вас, ви будете їй довіряти? Ось і ми вам більше не довіряємо».
Щецинський профцентр «Солідарності» відзначався постійною готовністю до атаки. Уряд ПНР Юрчик називав «московською делегатурою», оголосив про створення «соціального трибуналу» для представників влади та висловив готовність до винесення висільних вироків. При цьому виявився чи не єдиний задокументований приклад антисемітизму Юрчика: він заявив, ніби в керівництві ПОРП «троє з чотирьох євреїв» (саме цей елемент його поглядів схвалював лідер «бетонного» Руху щецинських комуністів Іренеуш Каміньський).
У внутрішніх розкладах «Солідарності» Юрчик засуджував «культ Валенси». Зі свого боку, Валенса звинувачував Юрчика в «ножі в спину 30 серпня» — укладанні Щецинської угоди раніше за Гданську. Особливо негативно ставився Юрчик до таких радників профспілки, як-от Яцек Куронь, Адам Міхнік, Броніслав Геремек, Тадеуш Мазовецький. Він вважав, що представники інтелігенції, особливо ліві (як Куронь, Міхнік, Кароль Модзелевський) намагаються «вирвати „Солідарність“ у робітників і використовувати у своїх соціалістичних цілях».
На I з'їзді «Солідарності» Юрчик балотувався у голови профспілки. У своїй промові він акцентував антикомунізм і вимагав наступальної позиції, а також критикував Валенсу за антидемократичне керівництво профспілкою. За його кандидатуру було подано 201 голос — майже чверть делегатів, друге місце після Валенси. Це був показник широкої популярності щецинського профлідера.
Жовтнева промова Юрчика на меблевій фабриці в Тшебятуві, де прозвучали слова про шибениці для комуністів, згодом називалася одним із приводів силових дій з боку влади. Радянські пропагандистські органи особливо наголошували на діяльності Юрчика. Критикували не лише його позицію і називали «вішачем», а й повідомляли про «дикі п'яні оргії ночами у щецинській штаб-квартирі „робітничої профспілки“».
Наприкінці 1981 року Щецинський профцентр «Солідарності» та корабельні імені Варського займали непримиренну позицію щодо ПОРП й уряду генерала Ярузельського. На корабельні проводилася демонстративна акція — протестне голодування членів незалежної профспілки працівників міліції. Робочі корабельні на загальних зборах ухвалили резолюцію: «Ми рішуче відкидаємо ідею Фронту національної згоди та вимагаємо, щоб на період до вільних виборів влада була передана Громадській раді народного господарства».

## Переслідування влади
Мар'яна Юрчика взяли під варту у перші години воєнного стану — в ніч проти 13 грудня 1981 року. Наказ про інтернування шістдесяти активістів Щецинської «Солідарності» віддав воєводський комендант міліції полковник Верніковський. Машину, в якій їхали Юрчик і секретар профцентру Станіслав Коцян, опергрупа держбезпеки зупинила на дорозі з Гданська до Щецина. Обох вивезли до лісу; перспектива видавалася зрозумілою. Однак невдовзі під'їхав кур'єр із пакетом. Прочитавши папери, начальник опергрупи наказав везти затриманих до голенювського центру інтернування.
Страйк Щецинської корабельні та його придушення відбувалися без Юрчика. У місцях інтернування він залишався до 18 листопада 1982 року.
Невдовзі після звільнення наприкінці 1982 року Мар'яна Юрчика знову заарештували. Готувався політичний процес над групою найрадикальніших активістів «Солідарності» та КОС-КОР. Перед судом мали постати Яцек Куронь, Адам Міхнік, Кароль Модзелевський, Анджей Гвязда, Генрик Вуєць, Ян Рулевський, Северин Яворський, Гжегож Палька, Анджей Розплоховський, Мар'ян Юрчик. Проте, побоюючись політичних ускладнень, влада утрималася від проведення процесу. Опозиціонерам запропонували емігрувати, але вони відповіли відмовою.
Підпільна «Солідарність» випустила у 1984 році серію поштових марок із зображеннями політв'язнів, зокрема Мар'яна Юрчика.
У 1984 році Юрчика звільнено за амністією. Був з ентузіазмом зустрінутий масою прихильників у Щецині. Його прийняли на корабельню, але наприкінці 1986 року звільнено (формально «за станом здоров'я»). Брав участь у діяльності підпільних структур «Солідарності».
Юрчик наполягав на збереженні як ідей, але й організаційної структури «Солідарності» 1980—1981 років. На цьому ґрунті він знову конфліктував із Валенсою, звинувачуючи його в узурпації керівництва профспілковим підпіллям. У 1987 році Юрчик створив «Робітничу групу Національної комісії „Солідарності“», яка не визнавала Валенсу головою. Однак ця структура не набула розвитку. Лідерство залишилося за Валенсою.

## Загибель сина та невістки
5 серпня 1982 року наклали на себе руки син і невістка Мар'яна Юрчика. 23-річний Адам і 20-річна вагітна Дорота викинулися з вікна. Сталося це в різних місцях Щецина: Дорота вчинила самогубства у своїй квартирі, Адам за кілька годин в гостях у приятеля.
Похорон вилився в масову антикомуністичну демонстрацію та зіткнення із ЗОМО. Мар'ян Юрчик вважав загибель Адама та Дороти політичним вбивством і покладав підозри на Службу держбезпеки (СБ). Але ні офіційне, ні громадське розслідування не знайшли підтверджень цієї версії.
Адам Юрчик не мав стосунку до політики, не брав участі у протестах, не перебував у «Солідарності». Він захоплювався музикою, був близьким до хіпі. Іноді виникали підозри щодо вживання наркотиків. Стосунки Адама з батьком-консерватором були досить прохолодними. Дорота і раніше відрізнялася суїцидальними нахилами. Висока ймовірність, що самогубство Дороти було спричинене важкою депресією, а Адам повторив її вчинок із почуття провини перед дружиною. Однак Юрчик-старший до кінця життя був упевнений у вбивстві обох.

## Консервативний політик

### Національна «Солідарність 80»
Навесні-восени 1988 року, за нової страйкової хвилі, Юрчик, попри свою знаність і популярність, не був основним лідером протестів у Щецині. Ця роль перейшла до профспілкового юриста Анджея Мільчановського, переконаного прихильника Валенси. Центром щецинського страйкового руху вперше стала не корабельня імені Варського, а інші підприємства, насамперед морський порт — де діяли осередки «Солідарності», організовані за координувальної участі Мільчановського.
Юрчик різко засудив переговори у Магдаленці. Домовленості Валенси з Ярузельським, Кіщаком і Раковським він вважав «змовою з комуністами» та «зрадою робітничої справи». Суперечності переростали у серйозний конфлікт. Валенса та Мільчановський переконували Юрчика відійти від політики і навіть емігрувати — на тій підставі, що він надто «засвічений» і не відповідає новому етапу боротьби. Юрчик відповідав категоричною відмовою. Стосунки дедалі більше напружувалися. Юрчика навіть не запросили до участі у Круглому столі — хоча, на відміну від таємних магдаленських контактів, готовий був брати участь у публічних переговорах. За його словами, він «завжди був за те, щоб розмовляти, а не стріляти».
У червні 1989 року Мар'ян Юрчик заснував у Щецині правопопулістський профрух Солідарність 80, що виступав за радикальну декомунізацію, сильну соціальну політику, проти приватизації, яку Юрчик вважав «розграбуванням національного надбання на користь номенклатури ПОРП». «Солідарність 80» об'єднала близько 150 тисяч членів, переважно у Західному Помор'ї (центр — Щецин) та Сілезії (рідні місця Юрчика). У 1992 році «Солідарність 80» підтримувала уряд Яна Ольшевського.
Блокування з Ольшевським викликало невдоволення багатьох активістів профспілки, які не вважали за ефективну його політику. На з'їзді у червні 1994 року група адвоката Збігнева Полторака домоглася усунення Юрчика з головної посади. Юрчик і його прихильники не визнали цього рішення. Проте суд 1996 року визнав Полторака легітимним головою «Солідарності 80».
Юрчик та його прихильники («Щецинської традиції») заснували у Щецині Національну незалежну самоврядну профспілку «Солідарність 80» (Krajowy Niezależny Samorządny Związek Zawodowy «Solidarność '80»). У «Національній Солідарності 80» наголошувалося почесне лідерство Мар'яна Юрчика.

### Президент Щецина
Спочатку Юрчик не балотувався на виборні посади, розглядаючи Третю Річ Посполиту як «державу, створену змовою». Однак у 1997 році вибрався до сенату Польщі від Щецина. Наступного року створив Незалежний громадський рух, який вступив у правий блок націонал-популістських партій на чолі з Ольшевським.
Популярність Юрчика у Щецині зумовила його обрання президентом (мером) міста 18 листопада 1998 року. Першим своїм рішенням він анулював контракт із німецькою компанією Euroinvest Saller на будівництво великого супермаркету. Мотивація була суто політичною (антинімецький націоналізм), без економічних підстав. Німецькі партнери колишньої влади Щецина звернулися до суду і домоглися компенсації. Юрчика притягнули до відповідальності за заподіяння місту збитків на суму близько 10 мільйонів злотих. 2007 року суд визнав Юрчика винним і засудив до двох років позбавлення волі умовно, а також наклав штраф і зобов'язав відшкодувати збитки. Наступного року апеляційна інстанція скасувала вирок. У грудні 2009 року Юрчика остаточно виправдали.
Наприкінці січня 2000 року Юрчик залишив посаду мера Щецина за рішенням Конституційного трибуналу, який заборонив поєднання адміністративних посад із членством у сенаті. Але на виборах 2002 року Юрчика знову обрали президентом Щецина. Опоненти критикували його за управлінську некомпетентність і католицький догматизм (під час обґрунтування рішень мер посилався на біблійні тексти). Вони всіляко наголошували, що Юрчик так і не здобув вищої освіти. Натякали і на вікові проблеми (Юрчик міг забути прізвище свого заступника, якого щойно призначив).
Ліва опозиція ініціювала у 2004 році міський референдум про усунення Юрчика. Голосування визнали таким, що не відбулося через недостатню явку (на референдум прийшли менш як 20 % городян). Хоча популярність Юрчика у місті на той час знизилася, мешканці Щецина не бажали демонстративного розриву з ним.
На виборах 2006 року 70-річний Юрчик уже не зміг досягти третього обрання.

### Звинувачення та виправдання
У березні 2000 року спеціальний Люстраційний суд звинуватив Юрчика у контактах із СБ — нібито у 1977 році агенти комуністичної держбезпеки, загрожуючи життю, змусили його до співпраці. Юрчик не заперечував цього, але категорично не визнавав своїх контактів співпрацею. Матеріали з архівів СБ підтвердили: передана їм «інформація» була або недостовірною, або незастосовною; сам Юрчик розглядався як нелояльний і постійно перебував на підозрі. Останню спробу зв'язку СБ зробила у серпні 1980 року, але Юрчик відмовився зустрічатися та заявив про розрив.
За протестом Юрчика Верховний суд Польщі у 2001 році зняв висунуті звинувачення у «люстраційній брехні». Юрчика повністю виправдали.

## Прихильність до традицій
Після закінчення терміну повноважень він переважно жив приватним життям. Мешкав Юрчик у власному будинку. Журналісти-інтерв'юери відзначали скромність обстави й іронізували над плітками про нібито «багату віллу» Юрчика.

Іноді, зазвичай до ювілейних дат, Мар'ян Юрчик виступав із публічними заявами. Його погляди, основані на традиціях робітничого руху, націонал-патріотизмі та польської версії соціального католицизму найбільш повно формулювалися у виступі 30 серпня 2010 року до 30-х роковин підписання Щецинських угод:
На мою думку, за останні тридцять років Польща далеко відійшла від ідеалів Серпня-80 — чистоти, рівності, єдності та товариства. Тридцять років тому на воротах корабелень у Гданську та Щецині були хрести, зображення Ченстоховської Богоматері, портрети Івана Павла II. Біля воріт лунали молитви. Пам'ять нації, що постійно оновлюється, дозволила нам вижити, зберігаючи вірність своїй культурі та релігії в роки, коли ми не були вільною країною. Тепер все найцінніше продано за безцінь, часто в кримінальних угодах. Політичні еліти дбають лише про інтереси своїх партій. Встанемо знову перед воротами цього центру суднобудування, вклонимося цьому місцю, згадаємо ті надії. Ще не пізно отямитися від поганого сну та відродити націю на польських духовних засадах.
17 грудня 2010 року — у 40-ті роковини розстрілів на Балтійському узбережжі — Юрчик звернувся до президента Польщі Броніслава Коморовського із закликом підтримати відновлення щецинських корабельних підприємств. У своїй останній публічній заяві Юрчик сказав, що все його життя було віддано Польщі та Щецину.

## Смерть і пам'ять
Помер у віці 79 років. Лех Валенса назвав Юрчика «доброю і хороброю» людиною. Але при цьому зауважив, що мав на Юрчика «невелику образу» — надто швидке укладання Щецинської угоди (за словами Валенси, між ними була домовленість про одночасне закінчення страйку). Стефан Неселовський назвав Юрчика "швидше людиною боротьби, ніж демократичного творення", але зазначив, що Юрчик при цьому ніколи не порушував демократію. У низці некрологів відзначалася визначна роль Мар'яна Юрчика у польській історії. Але при цьому вказувалося, що на певному етапі він втратив розуміння подій і контроль над ними, а разом із цим і місце в політиці.
У ПНР Юрчик уособлював масовий низовий протест. Він мав вигляд типового представника «наймитів і пастухів», які, на думку ультраконсерватора Елігіуша Нев'ядомського (вбивця президента Польщі Габрієля Нарутовича) були опорою Юзефа Пілсудського. Популістська ненависть до панівної еліти ПОРП неминуче набувала радикально антикомуністичного характеру. У Третій Речі Посполитій «Солідарність-80» поєднала антикомунізм з антилібералізмом і знову дала вихід популістському соціальному протесту.
Харизматична популярність Юрчика в Щецині, організаторські досягнення, активність і динамізм дозволяють вважати його визначним діячем польського робітничого руху.

## Нагороди
11 листопада 1990 року в День незалежності Польщі, Мар'яна Юрчика нагороджено Лицарським хрестом ордена Відродження Польщі від польського уряду у вигнанні. За кілька днів після смерті Юрчика президент Коморовський видав указ про його посмертне нагородження Командорським хрестом ордена Відродження Польщі.